# Schwarzer Turm (Verlag)
Schwarzer Turm ist ein deutscher Comicverlag, der 1999 von dem Drehbuchautor Rochus „Robi“ Hahn (Das Wunder von Bern) und dem Comiczeichner Michael „Mille“ Möller gegründet wurde.

## Inhalte
Der Verlag bezeichnet sich selbst als „Verlag für subtile Erzählkunst“ und ist vor allem mit Independent-Produktionen wie den Erotikserien Alraune und Arsinoë sowie der Reihe um den hormongestörten Hasen Horst erfolgreich. Unter dem Label erscheinen zahlreiche weitere Comics „made in Germany“.
Ein experimentelles Konzept hat Autor und Verleger Hahn 2005 verwirklicht: Aus mehreren Interviews mit Prostituierten entwickelte er eine große Anzahl von Skripten, die unter Mitarbeit vieler deutscher Comiczeichner zur ebenso erotischen wie authentischen Serie Hurengeschichten verarbeitet wurden. Dabei kam es auch zu einer Zusammenarbeit mit der Berliner Prostituiertenvereinigung Hydra, die die Serie für ihre Aufrichtigkeit lobte.

### Panik Elektro
Des Weiteren verlegte Schwarzer Turm von 2003 bis 2010 die Comicsammlung Panik Elektro, herausgegeben vom Hamburger Comiczeichner Wittek, in der Werke aufstrebender deutscher Künstler, die in einem Wettbewerb ermittelt wurden, veröffentlicht wurden. Das Thema des ersten Bandes lautete Autobiographischer Horror, Band zwei huldigte dem Thema Superhelden & Science Fiction. Band drei widmete sich den Lovestories, der vierte Band trägt den Titel Mein größter Fehler und der fünfte behandelt das Thema Disco.

### Paper Theatre
2006 kam auch eine Manga-Sparte hinzu. Ähnlich wie Panik Elektro verlegte der Schwarze Turm bis 2010 eine Reihe namens Paper Theatre, in der junge deutsche Zeichner aus dem Manga-Bereich ihre Geschichten veröffentlichten. Einige Einzelbände erschienen, wie die Horroranthologie 200g Hack, die Märchenanthologie Es war keinmal…, deren Mitglieder durch einen Wettbewerb ermittelt wurden, die Erotik-Anthologie Hungry Hearts (Herausgeberin ist Beatrice Beckmann) und die Sammlung von Shōjo-Kurzmangas Blütenträume, deren Herausgeberin Natalie Wormsbecher (Summer Rain) war.
Im Kinderbuchbereich entstand ein Band namens Kulla von der Zeichnerin Anne Pätzke, der beim Tokyopop-Verlag neu aufgelegt und fortgesetzt wird.

### Subway to Sally
In Zusammenarbeit mit dem Verlag Egmont Manga und Anime erscheint im März 2008 ein großer Sammelband, der verschiedene Songtexte der populären Folk-Metal-Band Subway to Sally in Comic-Form präsentiert.

## Preise und Auszeichnungen
2020 erhielt Giske Großlaub für Obscuros, Band 1: Schlafender Hund den GINCO Award 2020 in der Kategorie Bester fortlaufender Comic.